# Итън (Колорадо)
Итън (на английски: Eaton) е град в окръг Уелд, щата Колорадо, САЩ. Итън е с население от 2690 жители (2000) и обща площ от 5 km². Намира се на 1475 m надморска височина. ЗИП кодът му е 80615, а телефонният му код е 970.